# Walter Pedraza
Walter Fernando Pedraza Morales (* 27. November 1981 in Bogotá) ist ein kolumbianischer Radrennfahrer.
Walter Pedraza ist zweifacher kolumbianischer Meister im Straßenrennen; er errang den Titel in den Jahren 2005 sowie 2013. Bis 2016 gewann er insgesamt vier Etappen der Vuelta a Colombia. Zweimal startete er bei der Vuelta a España: 2005 wurde er 85. der Gesamtwertung, 2015 belegte er Rang 136.

## Erfolge
2004
- Mannschaftszeitfahren Doble Copacabana Grand Prix Fides

2005
- Kolumbianischer Meister – Straßenrennen
- eine Etappe Vuelta a Colombia

2006
- eine Etappe Vuelta a Colombia

2007
- eine Etappe Vuelta al Táchira
- eine Etappe Vuelta Ciclista Por Un Chile Líder

2008
- Mannschaftszeitfahren Settimana Ciclistica Lombarda

2009
- eine Etappe Tour des Pyrénées

2011
- eine Etappe Vuelta a Colombia

2013
- Kolumbianischer Meister – Straßenrennen

2014
- eine Etappe Tour do Brasil Volta Ciclística de São Paulo-Internacional
- Mannschaftszeitfahren Vuelta a Colombia

## Teams
- 2006: Serramenti PVC Diquigiovanni-Selle Italia
- 2007: Serramenti PVC Diquigiovanni-Selle Italia
- 2008: Tinkoff Credit Systems
- 2009: LeTua Cycling Team (1. Juni bis 30. Juni)
- 2009: SP. Tableware-Gatsoulis Bikes (ab 1. Juli)
- 2010: SP Tableware
- 2011: EPM-UNE
- 2012: EPM-UNE
- 2013: EPM-UNE
- 2014: EPM-UNE
- 2015: Colombia